# Jour d'Arafat
Pour les articles homonymes, voir Arafat.

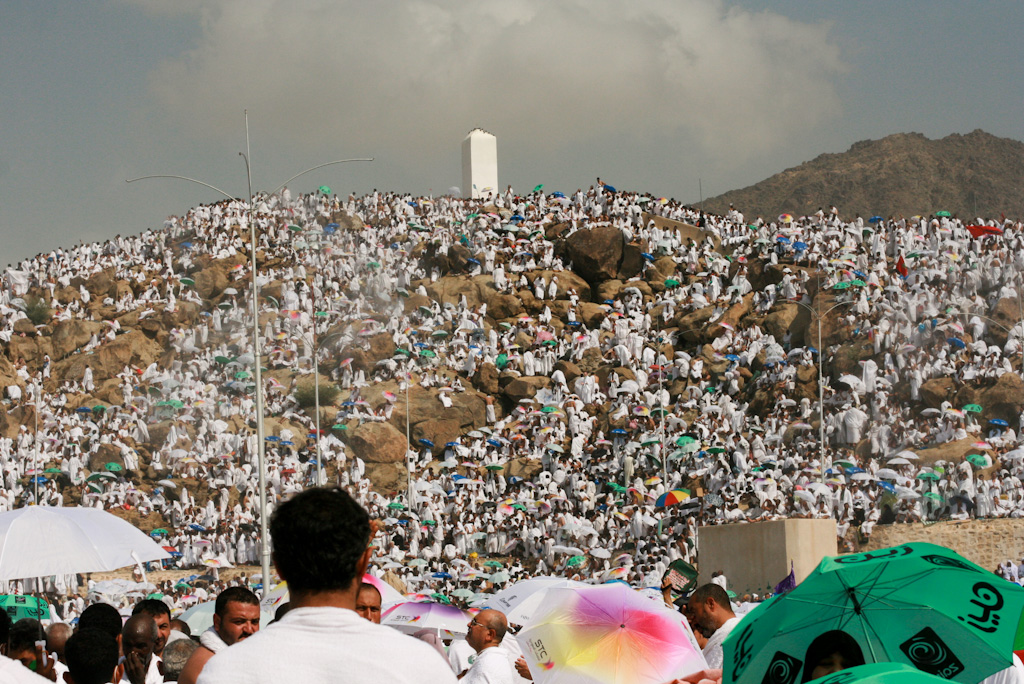
Des pèlerins sur le mont Arafat, à La Mecque.

Le jour d'Arafat (arabe : يوم عرفة (yawm ʿarafah)) est un jour  saint de l'Islam, dans lequel le dernier verset du Coran aurait été révélé, ce qui explique que l'on dise que la religion y avait été parachevée.
Ce jour coïncide avec le 9e jour de Dhou al-hijja ( ذو الحجة), douzième mois du calendrier lunaire islamique. Il arrive environ 70 jours après la fin du mois de Ramadan (le mois de jeûne).
Il est recommandé de jeûner ce jour (tradition prophétique fortement conseillée) en vue d'obtenir l'expiation des péchés de l’année antérieure et de l’année à venir.
Il s'agit de la deuxième journée du pèlerinage à La Mecque et le jour suivant correspond au premier jour de la grande fête islamique de l'Aïd al-Adha (jour du sacrifice).
À l'aube de ce jour, les pèlerins musulmans se dirigent, à partir de Mina, vers une colline voisine appelée mont Arafat, sur lequel Mahomet prononça son fameux message dans sa dernière année de vie,.